# Un gars, une fille
Un gars, une fille é uma série de televisão francesa de comédia sobre um casal e suas palhaçadas, estrelando Jean Dujardin e Alexandra Lamy. A série é composta de 438 episódios de aproximadamente seis minutos, transmitida entre 11 de outubro de 1999 e 16 de outubro de 2003 no canal France 2, e mantinha uma média de 5 milhões de espectadores no horário nobre. A série é a adaptação de Isabelle Camus e Hélène Jacques da comédia de situação homônima do Quebec de 1997, criada por Guy A. Lepage.
A série conta de forma bem-humorada o cotidiano de um casal: Jean (apelidado de "Loulou") e Alexandra (apelidada de "Chouchou"), chamada "Alex". As situações mais mundanas (em casa, na sala, na cozinha, ao telefone, na cama, no supermercado, no restaurante, ao ar livre, com os amigos, com a sogra , etc.) aos mais excepcionais (perdidos numa ilha deserta ou nos Vercors, numa viagem a Hong Kong, Marraquexe e Seicheles), ou mesmo durante a separação ou casamento das duas personagens.

## Sinopse
Amor e discussões, raiva e abraços: Alex e Jean são um jovem casal com humores muito variáveis e viver a dois nem sempre é fácil.

## Processo
A série tem 438 episódios distribuídos em 5 temporadas. Cada episódio é uma série de esquetes sobre um tema específico, independente de outros episódios da série, mesmo que às vezes sejam mencionados lembretes de histórias antigas. As reflexões cômicas dos personagens são pontuadas por notas musicais para acentuar os diálogos, e as transições entre os esquetes são feitas por meio de vírgulas musicais que remetem aos créditos da série.
Cada esquete é filmado a partir de um único ponto de vista, sem movimento de câmera, salvo raras exceções quando isso se mostra necessário para a constituição da própria piada. O enquadramento das cenas na maioria das vezes deixa visíveis apenas os rostos dos dois personagens principais (Jean e Alex), sendo os demais personagens mostrados por alguns movimentos de mãos e por suas dublagens. Os convidados especiais, no entanto, são uma exceção a esta regra.

## Elenco

### Personagens principais
- Jean Dujardin: Jean / Loulou

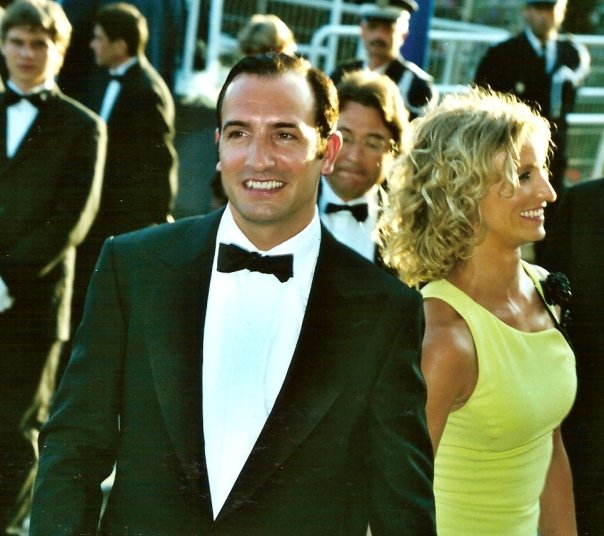
Jean Dujardin e Alexandra Lamy, os protagonistas da série, no Festival de Cannes de 2005.

- Alexandra Lamy: Alexandra, “Alex" / Chouchou
- Arsène Mosca: Jean-Michel / Jean-Mi (à partir da 4ª temporada)
- Karine Belly: Isabelle/Isa
- Dany Sénechal: Jeanette
- Antoine Stip: Rogério
- Xavier Morino: Daniel (primeiros episódios)
- John Dell: Daniel (primeiros episódios)
- Alain Bouzigues: Daniel / o taxista
- Valerie Kling: A mãe de Alex (1ª temporada até o episódio "A separação (7)" da 5ª temporada)
- Rosine Favey: A mãe de Alex (últimos episódios)

### Personagens recorrentes
- Gilles Brisac: Raymond, pai de Jean
- Patrice Melennec: Raymond, pai de Jean (episódio “Na casa do pai de Jean")
- Frederique Bel: Mélanie, companheira de Raymond
- Oliver Minne: um dos amigos de Jean
- Eric Branco: Didier (2ª temporada)
- Bruno Henrique: Didier (3ª temporada)
- Gwendoline Hamon: Suzanne (2ª temporada)
- Isabelle Alexis: Suzanne (3ª temporada)
- Armelle Lesniak: Ghislaine, a faxineira; o caixa (episódio “No supermercado"); a vendedora de produtos de beleza (episódios “Sequência de beleza" e "Festa do pijama"); a vendedora (episódios "Na livraria" e "Na locadora")
- Christian Briand: Enzo Gallo, companheiro de Isabelle (episódios "Na casa de Isabelle (1)" e "Na casa de Isabelle (2)"). Referência: Enzo Gallo é o nome verdadeiro de um dos diretores de produção da série.
- Pierre-François Brodin: Pierre-Cyril, funcionário da empresa de jeans

### Vozes adicionais
Mathieu Madénian, Arsène Mosca, Armelle Lesniak, Frédéric Lerner, Yamin Dib, Francis Duquet (O contador). Vanessa Aiffe, Fabien Duval, Cédric Godin e Christian Briand desempenham vários papéis.

### Convidados
Algumas celebridades aparecem em determinados episódios da série:
- Sébastien Lorca e Sonia Lacen, no papel de corredores (episódio "Estão correndo")
- Plastic Bertrand, em seu próprio papel (episódio "Em uma loja de discos")
- Adriana Karembeu, em seu próprio papel (episódio "Curso de primeiros socorros")
- Djamel Bouras e Céline Lebrun, em seus próprios papéis (episódio "No judô")
- As dançarinas do Moulin Rouge, em seu próprio papel (episódio "Aniversário do Jean")
- Julien Lepers, no papel de examinador (episódio "Jean retoma sua carta")
- Nelson Monfort, em seu próprio papel (episódio "Na maratona")
- Michel Drucker, em seu próprio papel (episódio "Passeio de helicóptero")
- Jean-Pierre Coffe, no papel de taxista (episódio "No táxi")
- Laurent Romejko, em seu próprio papel (episódio "No banheiro")
- Peter e Sloane, como transeuntes (episódio "A separação (3)")
- Patrice Drevet, no papel da namorada do Jean (episódio "Reconciliação")
- Frédéric Lerner, em seu próprio papel (episódio "Em um concerto")

Acontece também que certos atores aparecem brevemente em papéis específicos, mas sem serem vistos na tela:
- Julien Lambroschini: a professora de inglês (episódio “Cursos de idiomas (1)")
- Inácio Rodrigues: a professora de espanhol (episódio “Cursos de idiomas (2)")
- Audrey Lamy: Esposa do chefe de Alexandra (episódio “Receba o chefe de Alex")

Outros convidados apareceram durante um esquete em dupla:
- Michèle Bernier e Tom Novembre
- Kad Merad e Olivier Baroux
- Elie Semoun e Franck Dubosc
- Karl Zero e Daisy d'Errata
- Claire Keim e Frédéric Diefenthal
- Amanda Lear e Patrick Bosso
- Doc Gynéco e Daniela Lumbroso
- Caroline Barclay e Patrick Fiori
- Nathalie Pires e Robert Pires
- Nathalie Simon e Alexandre Debanne
- Maïwenn e Nagui
- Cendrine Domínguez e Thierry Beccaro
- Olivia Candeloro e Philippe Candeloro
- Lynda Lacoste e Dave
- Astrid Veillon e Olivier Minne
- Axelle Laffont e K'Mel

Jean Dujardin e Alexandra Lamy também contribuíram com o roteiro de alguns esquetes, sem falar nas óbvias adaptações que fizeram com Isabelle Camus.

## Personagens

### Personagens principais

#### Jean

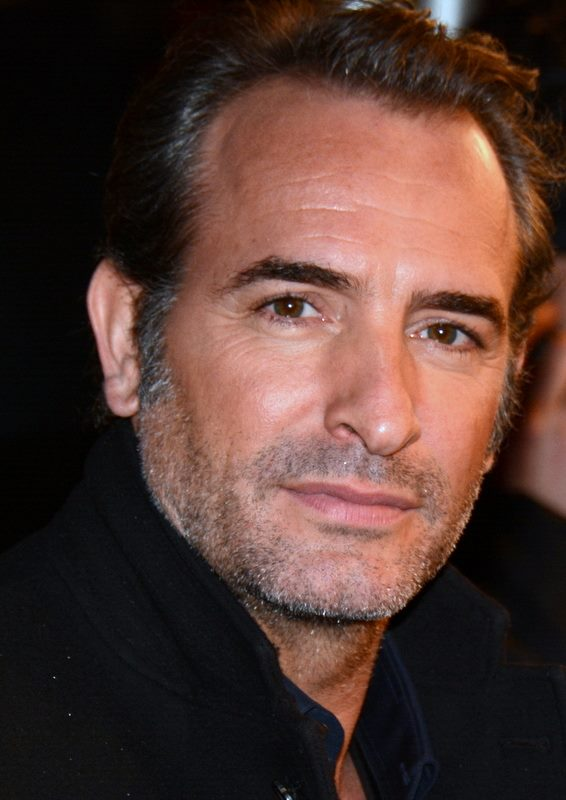
Jean Dujardin

Nascido em 15 de março, Jean Patrice Martin  é um jovem de aparência descontraída, machista e paquerador, mau perdedor, reclamante e brigão, caseiro, egoísta e mesquinho. Muitas vezes covarde e hipócrita, às vezes ele é orgulhoso, pretensioso e melindroso. Ele também às vezes fica com raiva por nada e muitas vezes é depreciativo com Alexandra, zombando dela em suas exigências e maneirismos. Além disso, ele odeia a sogra tanto quanto odeia fazer as tarefas domésticas. Mas, apesar de todos os seus defeitos, ele é engraçado, carinhoso e terno com Alexandra, embora de vez em quando seja ciumento demais. Em vários episódios, ele imita as expressões faciais do ator Robert De Niro para mostrar seu poder, pelo menos o poder que ele acredita possuir.
A única coisa que sabemos sobre ele em relação aos estudos é que obteve 14/20 no bacharelado em inglês (colando) e 17/20 em espanhol (sem cola), língua que fala fluentemente. Empresário, dirige uma pequena empresa de multimídia e publicidade, "Communication 2000" e ganha bem, mas isso não satisfaz a sua companheira Alexandra. Gosta de passar as noites com os amigos, adora futebol e esportes em geral. Ele também gosta de carros e computadores, o que costuma irritar Alex. No episódio Hong Kong, ele fala chinês fluentemente.
Terrivelmente desajeitado no amor, Jean, no entanto, consegue derreter sua concubina ao expressar a ela seus sentimentos, que são profundamente sinceros. No entanto, ele confessará a ela sobre um caso de uma noite com sua assistente Isabelle, uma jovem volúvel, "2 de maio de 1994 às 2:30h da manhã, durante um seminário em Le Havre com tempo nublado", pelo qual Alex nunca deixará de censurá-lo depois e que despertará seu ciúme toda vez que Jean falar com outra mulher que não ela.
Em dois episódios ("Na sala de estar" e "Na casa do pai de Jean"), ficamos sabendo que Jean tem uma meia-irmã paterna mais nova que ele, que ele não conhece muito bem. Além disso, ele se prepara para ser irmão mais velho novamente porque seu pai está esperando um filho com sua nova (e jovem) companheira.

#### Alexandra

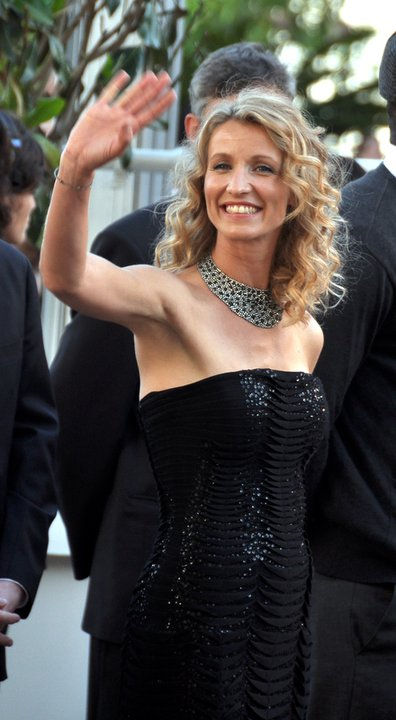
Alexandra Lamy

Nascida em 1969, Alexandra Éva Joséphine conhecida como "Alex" é uma jovem viva e alerta, muito ciumenta e possessiva, maníaca, zombeteira, narcisista, caprichosa, exigente, hipócrita e de má-fé, falante, paqueradora e esbanjadora. Ingênua, ela muitas vezes se ridiculariza na sociedade. Impulsiva e muitas vezes histérica, ela fica com raiva muito rapidamente e os gritos vêm rapidamente. Ela também parece mais egoísta do que Jean, a quem consegue manipular para tirar vantagem dele. Ela também chora com frequência, geralmente por nada. Mas, apesar de todos os seus defeitos, ela sabe ser gentil, bem-humorada, generosa e compreensiva com Jean. Quando ela consegue alguma coisa, ela geralmente pontua seu sentimento de satisfação com um "Yes!" enérgico, punho cerrado e braço levantado até o rosto.
Trabalhando como secretária, Alex não é realmente motivada pelo seu cargo e vemos que ela passa mais tempo conversando ao telefone com a amiga Jeannette do que fazendo seu trabalho (ela acabará, no entanto, sendo nomeada diretora de recursos humanos). Ela também costuma transferir a maior parte das responsabilidades do casal para Jean. Alex é muito apegada à mãe, para grande desgosto de Jean que a odeia, esta última retribuindo...
Depois que Jean a informa sobre seu caso de uma noite com sua assistente Isabelle, Alex nunca pára de repreendê-lo, de monitorá-lo toda vez que ele conhece uma mulher que não seja ela, ou de imaginar que ele a está traindo constantemente. No entanto, Alex também parece ter alguma incerteza sobre sua lealdade a Jean: Ao conversar com sua amiga Jeannette, ela frequentemente menciona garotos bonitos de forma equivocada. Ao ouvir tais comentários, Jean muitas vezes fica com ciúmes e raiva, o que sugere que Alex também pode ter tido breves casos em diversas ocasiões.
Devido ao seu ciúme doentio, Alex sempre quer parecer a mais bonita, o que tende a irritar Jean.

### Personagens secundários
- A mãe de Alexandra: Viúva amargurada, ciumenta e estridente, a mãe de Alexandra odeia Jean, o qual lhe retribui, e os dois não param de discutir. Jean sempre tenta encontrar uma fuga quando Alex decide ir almoçar ou jantar com sua mãe. Muitas vezes atuando como árbitro em meio às brigas de Jean e sua mãe, Alexandra tenta desesperadamente reconciliá-los, mas geralmente critica Jean por sua falta de boa vontade. De brincadeira, a mãe de Alex se autodenominará "Adélaïde" para Jean, para desestabilizá-lo quando ele pedir a mão da filha. Ela também tem um cachorro, chamado Canaille, que Jean apreciará mais tarde.
- Jeannette e Roger: Um casal de amigos de Alexandra. Eles são ricos e demonstram isso, o que irrita bastante Jean e Alex. Anexados a estes dois últimos, oferecem-lhes frequentemente viagens (para Toulon ou para Maurícia). Jean e Alex nunca perdem a oportunidade de reclamar deles nos bastidores e criticá-los, mas muitas vezes são pegos em atos sujos pelos envolvidos, para seu grande constrangimento....
  - Roger conhece Jeannette logo depois que ela termina com Daniel. À primeira vista vulgar e simplório, Roger muda radicalmente de caráter após ganhar na loteria. Ele é um bom amigo de Jean, embora este tenha ciúmes de sua fortuna. Roger então trocará Jeannette por uma jovem sueca de 23 anos.
  - Jeannette é amiga íntima de Alex, a quem ela costuma ligar para eventos sociais. Jean e Alex tendem a fazer comentários sobre seu peso e seu físico. Após o rompimento com Roger, Jeannette encontrará algum conforto com Jean-Michel. Ela gasta muito com Jean e Alex, sem que este lhe seja realmente grato, buscando constantemente se livrar dela para aproveitar os hotéis, praias, restaurantes ou pistas de esqui pagas por Jeanette.
- Daniel: Primeiro marido de Jeannette, educado e refinado, até afeminado: odeia futebol, carros e computadores e lê a revista Femme+. Jean o considera um invertido, o que Daniel encara com humor. Ele é bastante ingênuo por natureza e é considerado por Alex o homem perfeito. Ele acabaria se separando de Jeannette um ano depois de se casarem, o que deixaria Alex chateada. Ele reaparece em um episódio onde vemos que ele acumula conquistas de todos os tipos, depois aparecerá pela última vez no Ano Novo.
- Jean-Michel, chamado Jean-Mi: Amigo de Jean. Intelectualmente limitado e pegajoso, ele tende a se intrometer em todos que o convidam, o que irrita Jean e Alex, que então tentam encontrar uma maneira de se livrar dele. Sua frase favorita é “Você me entendeu?" (em francês:  Y m'a compris ?), que não hesita em repetir várias vezes seguidas para que a sua opinião seja claramente compreendida. Depois que Roger troca Jeannette por uma mulher mais jovem, Jean-Mi sai com ela.
- Isabelle: A esplêndida assistente de Jean, de quem Alex sente um ciúme doentio. Devido à sua beleza e figura avantajada, Jean costuma elogiá-la e colocá-la em um pedestal, o que tende a irritar Alex rapidamente ao ouvir isso. Isabelle terá um caso com Jean durante um seminário em Le Havre, Alex nunca se recuperou realmente da traição de seu Loulou.Com o passar do tempo, as duas mulheres se reconciliam (após Isabelle encontrar o amor com Enzo), embora Alex faça Isabelle sentir que ela não gostou de sua aventura com seu homem. Num episódio em que os dois casais jantam juntos, Alex dá um tapa em Isabelle para demonstrar seu ressentimento.
- Enzo: Amante de Isabelle, conheceu-se num centro desportivo, a quem posteriormente apresentará a Jean e Alex durante um jantar em sua casa.
- Raymond: Pai de Jean. Este último o culpa pela ausência durante a infância. Rico, ele decide um dia deserdar Jean.
- Mélanie: Namorada de Raymond, peituda mas com quociente de inteligência próximo de zero. Ela fica grávida de Raymond alguns meses após o encontro.
- Suzanne e Didier: Vizinhos de Jean e Alex. São sadomasoquistas, swingers e fumantes de drogas leves.
- Ghislaine: A faxineira de Jean e Alex, caracterizada pela franqueza e preguiça.
- Pierre-Cyril: Um dos funcionários de Jean. Bastante discreto e reservado, ele é o chefe da empresa e o bode expiatório de Jean.
- Magalie: Uma amiga de Alexandra, de quem ela fala regularmente, mas que nunca vemos na série.
- Vanessa: Uma amiga de Alexandra que ela reencontra no episódio Accident de voiture, e que ela reencontra várias vezes durante as noites com amigos.
- Zoé: A prima de Alexandra, (citada no episódio: Au tennis) ela entrou em depressão e consultou um psicólogo; nunca apareceu na série.
- Zoé: É a samambaia de Jean e Alex no episódio Dans leur salon.
- Virginie, chamada Nini: Uma amiga de Alexandra que ela não vê há anos, elas se reencontram no episódio Au Drive-in.
- Géraldine: Amiga de Alexandra, citada no episódio Au Drive-in; nunca apareceu na série.
- Madame Péron: Ela é a vizinha que mora ao lado de Jean e Alex, tem um filho homossexual, citado no episódio Chez le coiffeur; ela nunca apareceu na série.
- Madame Tripanier: Conhecida de Alexandra e de seu cabeleireiro, sofre o martírio, citado no episódio Chez le coiffeur; nunca apareceu na série.
- Pierre-Roger: O cabeleireiro de Alexandra.
- A cabeleireira: Não se sabe o nome verdadeiro dela, ela é cabeleireira de Alexandra e que cuida de Jean.
- Mathieu: O cabeleireiro de Jean e Alexandra, é um homem muito afeminado e homossexual.
- Nadine: A cabeleireira para quem Mathieu liga, farto dos discursos de Jean sobre assuntos desinteressantes.
- Hervé: É o marido de Vanessa, no episódio Accident de voiture.
- Manu: Um amigo de Jean.
- O pai de Alexandra: é pai falecido de Alex e marido da sogra, é citado em um dos episódios Déjeuner chez la belle-mère.
- Jean-Louis: Tio de Alexandra, é citado em um dos episódios Dans la salle de bains, dizendo que ele morreu.
- Jean-Paul: É o segundo cônjuge da mãe de Alexandra e seu padrasto, é padre e homem da igreja.
- A mãe de Jean: É a mãe de Jean que nunca apareceu na série. Segundo Jean ela sempre esteve presente com ele enquanto seu pai Raymond estava fora de algum lugar.
- A irmã de Jean: Mencionada no episódio Dans leur salon, Raymond teria anunciado que Jean teria uma irmã a qual Alexandra gostaria de conhecer.
- Martine: Uma colega do escritório de Alexandra, que ela menciona regularmente.
- Annie e Judith: Colegas de Alexandra, são homossexuais e aparecem no episódio Reçoivent des amies gays.

### Piadas recorrentes

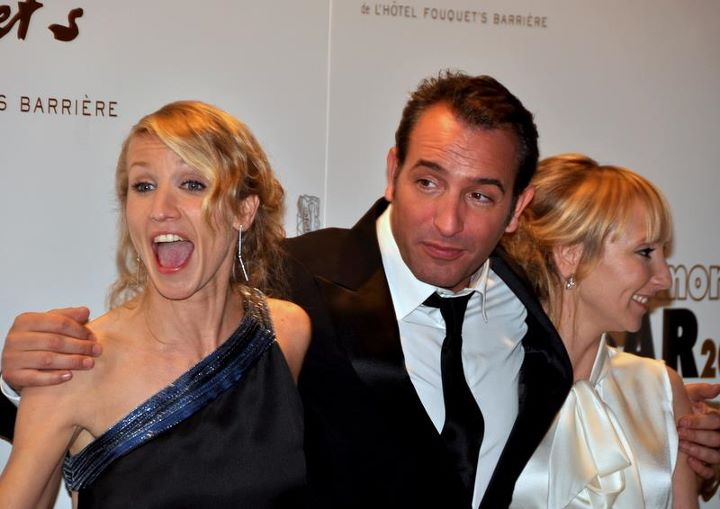
Alexandra Lamy, Jean Dujardin e Audrey Lamy na cerimônia do César de 2012.

Embora a série ofereça uma grande variedade de esquetes sobre diversos assuntos (na cozinha, na cama, na casa de amigos, fora, etc.), a série também é composta por piadas recorrentes, notadamente:
- Os inevitáveis confrontos entre Jean e sua madrasta, onde Jean frequentemente tenta encontrar uma maneira de se livrar dela ou evitar vê-la, Jean adora lançar farpas nela ou pregar peças nela. Essas brigas têm o dom de irritar rapidamente Alex, que adora sua mãe e passa tudo para ela, principalmente seu mau humor e sua própria falsidade para com Jean;
- O “Ah, está tudo bem!” (em francês:  Oh, ça va !) de Alex quando Jean grita com ele;
- O “Pobre rapaz!" (em francês:  Pauvre mec !) de Alex;
- O "Yes!" de Alex a cada vez que ela acerta um de seus golpes;
- O “Um beijinho?" (em francês:  Un p’tit bisou ?) de Alex quando ela quer um beijo de Jean, geralmente depois de ter feito algo estúpido;
- Os momentos em que Alex expressa o desejo de ter um filho (muitas vezes por implicação), dos quais Jean se esquiva de forma bastante evasiva, geralmente tentando contornar o assunto;
- O famoso “Ela me irrita!" (em francês:  Elle m’énerve !) de Jean, quando Alex finalmente o irrita; mas também o “Eeeeh!" de Jean quando ele fica chocado ou enojado com Alex, depois que ela fez algo nojento ou mesquinho, e ele expressa sua desaprovação com um ruído de desgosto;
- O famoso “vou te dar tudo!” (em francês:  J’vais tout te donner !) de Jean, quando ele e Alex querem dar cambalhotas;
- Os momentos em que Jean perde a paciência, geralmente em uma situação constrangedora ou ridícula enquanto pensa em afirmar sua superioridade, e Alex o pega na hora. Esta últimageralmente zomba dele repetindo a frase: “Que vergonha!” (em francês:  C’te honte !), às vezes seguido pela palavra "Ridículo!" (em francês:  Ridicule !); Jean, por sua vez, tenta agir como se nada tivesse acontecido. Essa piada também ocorre quando Jean tenta dançar. Além disso, há também certos momentos em que Alex trata Jean como um cachorro, dizendo-lhe “Vem cá!" (em francês:  Viens ici !) enquanto aponta o dedo para o chão;
- A zombaria de Alex sobre o tamanho do pênis de Jean e suas dificuldades em fazê-la gozar, bem como o tamanho desproporcional de seu nariz e o início de uma barriga;
- Quando Jean parece estar interessado demais em outras mulheres, Alex geralmente se aproxima dele apontando o dedo na frente de seu nariz e dizendo: “Tenha cuidado, estou de olho em você!” (em francês:  Fais gaffe, j’t'ai à l’œil !), então se afasta lentamente, murmurando “Sim, é isso!" (em francês:  Ouais, c'est ça !) ou “Tenha cuidado!” (em francês:  Fais gaffe !) quando Jean tenta a sorte novamente (às vezes Alex apenas levanta o dedo para fazê-lo entender); em outro registro, quando Alex suspeita da infidelidade de Jean quando ele é muito carinhoso com ela, ou quando adota um comportamento incomum, Alex geralmente lhe diz: "Qual o nome dela?" (em francês:  Comment elle s’appelle ?), sobre uma suposta conquista de Jean;
- As imitações recorrentes de Jean do ator Robert De Niro, acompanhadas de sua frase favorita: “Não existe respeito, não é?!" (em francês:  Y a pas de respect, hein ?!); mas também os momentos em que Jean se imagina como um personagem heróico de ficção (por exemplo, James Bond ou Lawrence da Arábia) com sua narração imaginária das aventuras do personagem;
- Quando Jean está nervoso no trabalho e liga ferozmente para Pierre-Cyril para desabafar com ele;
- Os momentos em que Alex e Jean (sozinhos ou em dupla) ridicularizam um ao outro em público, por sua falta de jeito ou falta de cultura;
- Quando o casal visita países estrangeiros, e Alex é muito exigente com as roupas "locais" (do ponto de vista dela); mas também as tentativas desesperadas de Jean de falar inglês, sempre sem sucesso…;
- A presença de um cachorro de pelúcia de Alex, chamado Gudule;
- O hábito de Alex, que rapidamente se torna irritante, de falar sem parar a ponto de todos acabarem ignorando-a;
- O fato de Alex muitas vezes conseguir usar situações ou acontecimentos que acontecem com o casal para lembrar Jean de sua aventura com Isabelle; nesta ocasião, Alex tenta obter cada vez mais detalhes, o que geralmente irrita Jean muito rapidamente;
- Quando o casal pratica atividades físicas (esporte, lazer, etc.), e Jean tenta mostrar a Alex sua suposta experiência na área (esqui, golfe, escalada, etc.), que na verdade ele nem sempre domina bem (ou de jeito nenhum), muitas vezes dizendo-lhe que o mais importante é a “transferência de peso”.
- Quando Jean tenta ensinar certas atividades a Alex (aprender a dirigir ou praticar esqui aquático, entre outras), Jean muitas vezes começa suas explicações para Alex com “Não é complicado, até você consegue!" (em francês:  Ce n'est pas compliqué, même toi, tu peux y arriver !).

## Produção da série
- A escalação de Alexandra Lamy e Jean Dujardin para a série ocorreu em 22 de maio de 1999. Esta é a primeira vez que se encontram, na presença do criador da série, Guy A. Lepage. Já 300 atores passaram pelo elenco artístico mas não foram aceitos.[7] Depois de filmar alguns esquetes, sob os nomes originais de Guy e Sylvie (já que ainda não sabiam os primeiros nomes dos atores), Jean e Alex foram selecionados.
- Alexandra Lamy afirma que a sua concorrente era muito bonita, e que por isso foi reprovada.[8] Alex não foi aprovada no primeiro teste mas voltou para tentar novamente no dia seguinte.[9]
- A série não terminou por uma erosão do público, mas porque os actores principais Jean Dujardin e Alexandra Lamy estavam ansiosos por explorar outros horizontes (nomeadamente o cinema) e temiam que ao continuar a série o público se cansasse das suas aventuras.
- Depois de três anos interpretando o casal na tela, Alexandra Lamy e Jean Dujardin uniram seus destinos na vida real no outono de 2003, deixando seus respectivos cônjuges levarem uma vida de casal na vida como na cena da vida.[7] Eles se casaram em 25 de julho em Anduze, no departamento de Gard. No entanto, negam ter sido influenciados pelas personagens que interpretaram, ao mesmo tempo que admitem que uma admiração profissional mútua no âmbito da série ainda os aproximou. Após dez anos de relacionamento e quatro anos de casamento, eles se separaram em 2013.[7]
- A série francesa não é idêntica à sua homóloga do Quebec. Na França, os episódios têm duração média de 5 a 8 minutos diários, e foram transmitidos por cinco temporadas, enquanto no Quebec, os episódios têm duração média de 26 minutos semanais, transmitidos durante sete temporadas. A diferença de temporadas tem causado algumas divergências em termos de parcelas.
- Jean frequentemente faz um aceno para seu personagem Brice, principalmente quando ele pontua suas frases com um "Quebrado!" (em francês:  Cassé !), como o personagem que interpretou com Nous Ç Nous, bem como no filme de mesmo nome e sua sequência.
- Após o fim da série em 2003, a M6 decidiu lançar um programa semelhante com Scènes deménages (desde 2009), enquanto a France 2 decidiu lançar um novo programa de curtas, a série Parents mode d'emploi (2013-2019).
- Em 2012, a série foi transmitida pela W9. Desde então, tem sido transmitida aleatoriamente pela manhã, durante o dia ou à noite na Téva e na Comedy Central. Também está programado na TF1 Séries Films a partir das 18h durante toda a semana.
- Em 28 de agosto de 2023, para marcar o 25º aniversário da série, um especial do horário nobre intitulado Un gars, une fille (au pluriel) foi transmitido pela TF1. Este filme para TV inclui duplas de atores que reproduzem as diferentes esquetes da série.[10]

## Outras versões
A série francesa é a adaptação de Isabelle Camus e Hélène Jacques da comédia quebequense Un gars, une fille criada em 1997. Os papéis principais da versão original são interpretados pelo ator e atriz Guy A. Lepage e Sylvie Leonard.
Em Madagascar, o canal de televisão privado VIVA produziu uma série de esquetes chamada Izy m'tsam, diretamente inspirada em Un gars, une fille. A série aborda os mesmos temas de forma cômica, como o ódio à sogra, complicações de última hora antes de uma viagem ou outros pequenos problemas comuns em uma casa.